# Svante Banér
Svante Banér, död 23 augusti 1658 i Köpenhamn, var en svensk militär.

## Biografi
Svante Banér var son till Peder Gustafsson Banér och Hebbla Fleming. Han blev 4 juni 1637student vid Uppsala universitet och var 1655 kapten vid Livgardet. Banér deltog i kriget mot Polen och förde 17 mars 1657 befälet över en skvadron dragoner i Kowal. Han deltog övergången över Bält och blev 11 februari 1658 överste och kommendant i Naskow, samt inspektor över öarna Laaland coh Falster. Banér blev 2 juli 1658 överste för blekingska fotfolket och sköts till döds 23 augusti samma år vid belägringen av Köpenhamn. Han begravdes 23 juni 1661 i Jacobs kyrka i Stockholm.

### Egendom
Banér ägde Gamla Karleby och Björnö i Frötuna socken.